# Venance Konan

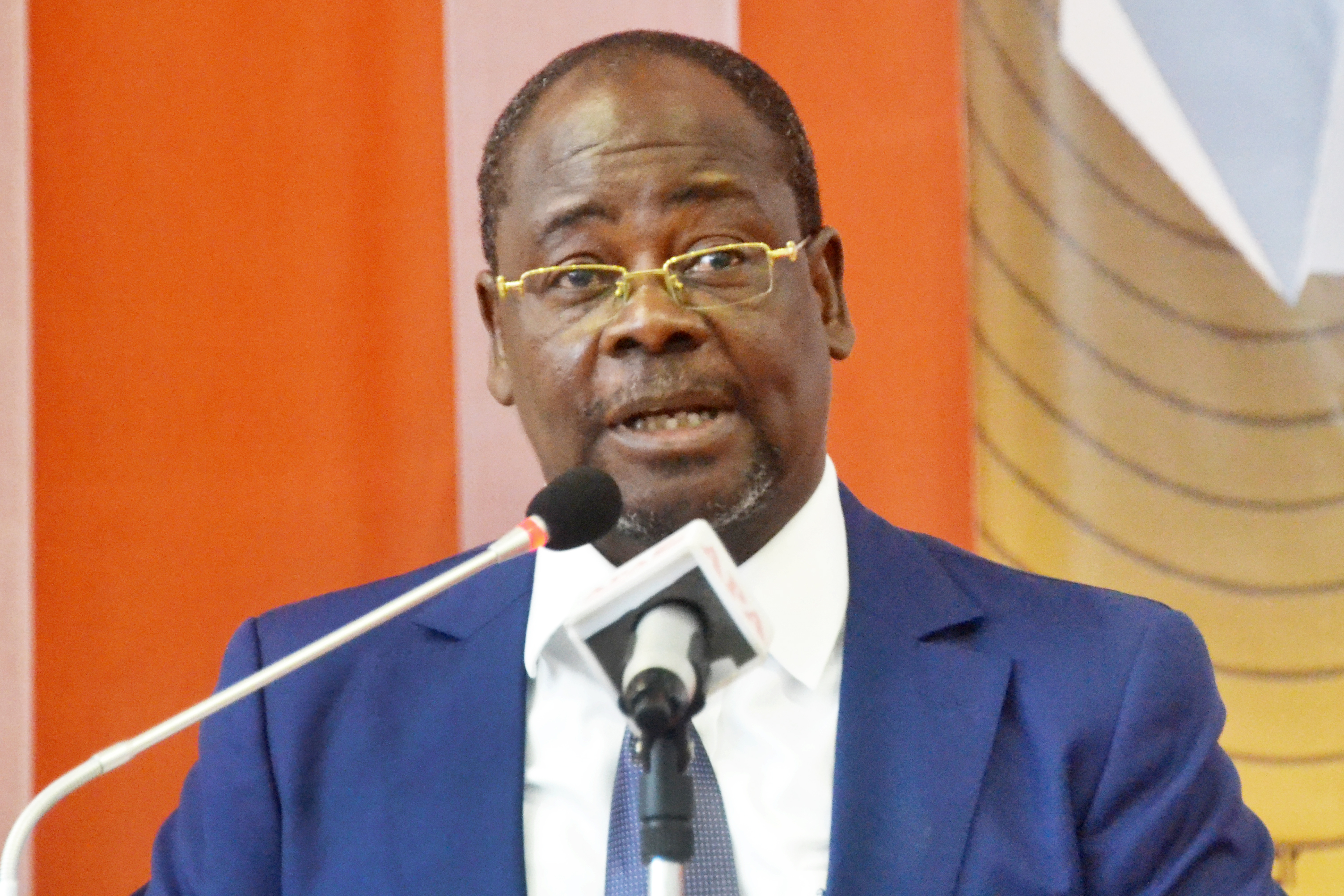

Venance Konan, (12 de diciembre de 1958, Bocanda, Costa de Marfil) es un periodista y escritor en lengua francesa.
Como periodista ha ganado varias veces el prestigioso premio Ebony. Se dio a conocer al gran público con el libro Les Prisonniers de la haine (Los prisioneros del odio), obra de 2003. Su libro de 2005 Robert y los Catapila ha sido el primero en ser traducido al español en el 2013. Después le han seguido El entierro de mi tío, La gata de Maryse, La guerra de las religiones, En nombre del partido y El millonario, publicado el 27 de septiembre de 2016.

## Biografía
Nació en Costa de Marfil pero estudio en Francia, doctorándose en Derecho por la Universidad de Niza en 1987. De vuelta a Costa de Marfil trabajará en el periódico Ivoir’ Soir . En el 1993 se le otorga, en Costa de Marfil, el premio al mejor periodista de investigación por la elaboración de una serie de reportajes sobre la Primera guerra civil liberiana y la droga. Desde 2002 a 2006 fue el responsable de la edición de grandes reportajes en Fraternité Matin pasando después a desempeñar el puesto de corresponsal en Afrique Magazine.
En 2005 participó en el desarrollo y elaboración de "Escenarios de Côte d'Ivoire", producido en colaboración con la Embajada de Suiza en Costa de Marfil y el PNUD.
En las elecciones presidenciales de 2010 apoyó a Alassane Ouattara y el PDCI RDA frente a Laurent Gbagbo quien con una fuerte polémica fue declarado ganador; después de finalizadas las elecciones presidenciales estuvo viviendo en la Maison des Journalistes de París. Cuando el 10 de abril fuerzas armadas de Francia y la ONU bombardearon la casa presidencial -ocupada por Gbagbo- y, el 11 de abril las fuerzas Pro-Ouattara tomaron el palacio y arrestaron al presidente Laurent Gbagbo. Konan volvió a Costa de Marfil en abril de 2011 para ser nombrado director general del grupo Fraternité Matin.
El 14 de septiembre de 2021, Venance Konan fue elegido presidente de la junta directiva de la Ivorian Broadcasting Corporation.

## Libros y publicaciones
En francés
- 2003 - Les Prisonniers de la haine, Les nouvelles éditions ivoiriennes.
- 2005 - Robert et les catapila, recueil de 6 nouvelles (Robert et les Catapila, L´ enterrement de mon oncle,...) , Les nouvelles éditions ivoiriennes.
- 2007 - Nègreries, recueil de 147 chroniques, Frat-Mat éditions.
- 2009 - Les catapila, ces ingrats, roman, Éditions Jean Picollec.
- 2009 - La Tunisie émergente, un exemple pour l’Afrique ?, livre collectif, Éditions Médiane.
- 2009 - Dans la tête de Sarkozy, livre collectif, Éditions Seuil.
- 2009 - Ngo n’di ou palabres: pamphlet à deux mains, recueil collectif de chroniques, Éditions Le Nouveau Réveil.
- 2011 - Chroniques afro-sarcastiques: 50 ans d’indépendance, tu parles!, Éditions Favre.
- 2012 - Edem Kodjo, un homme, un destin, biographie, coédité par les éditions NEI-CEDA et Frat-mat éditions.

En español
- 2013 - Robert y los Catapila (2005), 2709 books, ISBN 978-84-941711-0-9.[1]
- 2013 - El entierro de mi tío (2005), 2709 books, ISBN 978-84-941711-1-6.[2]
- 2014 - La gata de Maryse (2005), 2709 books, ISBN 978-84-941711-2-3.[3]
- 2015 - La guerra de las religiones (2005), 2709 books, ISBN 978-84-941711-5-4.[4]
- 2015 - En nombre del partido (2005), 2709 books, ISBN 978-84-941711-7-8.[5]
- 2016 - El millonario (2005), 2709 books, ISBN 978-84-941711-9-2.[7]

## Premios
- 1993 : Mejor periodista de Costa de Marfil en investigación y reportajes periodísticios (Meilleur journaliste ivoirien en enquête et en reportage).
- 2003 : Mejor periodista de Costa de Marfil por la reconciliación (Meilleur journaliste ivoirien pour la réconciliation).
- 2012 : Gran premio liteario del África negra - Grand prix littéraire d'Afrique noire pour Edem Kodjo, un homme, un destin